# Джасінда Барретт
Джасінда Ба́рретт (англ. Jacinda Barrett; нар.  2 серпня 1972) — американська акторка та модель австралійського походження. Найбільш відома за ролями в таких фільмах, як «Бріджит Джонс: Межі розумного» та «Посейдон».

## Біографія
Народилася в 1972 році в Брисбені, Квінсленд (Австралія), в сім'ї пожежника.
У 1988 році перемогла в конкурсі «Фотомодель Доллі», під час навчання в середній школі Кенмор, і почала роботу моделі в Європі. 1995 року увійшла до акторського складу шоу «Реальний світ: Лондон», пізніше відвідувала Британо-американську академію драми в Оксфорді. 1997 року дебютувала в трилері «Розповіді біля багаття».
У вересні 1998 року Барретт з'явилась у випуску Maxim в статті про нові серії телевізійних серіалів. Її поява посприяла початку нової мильної опери «Вітер на воді», але шоу протривало тільки один сезон.

## Особисте життя
З 29 грудня 2004 року Джасінда одружена з актором Ґебріелом Махтом. У шлюбі народила двох дітей — донька Сатін Анаїс Джеральдін Махт (нар. 20.08.2007) та син Лука Махт (нар. 26.02.2014).
У вільний час Барретт займається парашутизмом.

## Фільмографія
- 1995 — Реальний світ: Лондон — Камео
- 1997 — Розповіді біля багаття — Гітер Волліс
- 1998 — Найтмен — Селена
- 1998 — Геркулес: Легендарні подорожі — Медея
- 1998 — Тисячоліття — Тейлор Уоттс
- 1999 — Зоє, Дункан, Джек та Джейн — Кейт Пул
- 2000 — Міські легенди 2 — Ліза
- 2003 — Заплямована репутація — Стіна Паульсон
- 2004 — Вогняна драбина — Лінда Моррісон
- 2004 — Бріджит Джонс: Межі розумного — Ребекка
- 2005 — Повернення містера Ріплі — Нелуіза
- 2006 — Посейдон — Меґґі Джеймс
- 2006 — Прощальний поцілунок — Дженна
- 2006 — Тезка — Максін
- 2006 — Школа негідників — Аманда
- 2008 — Нью-Йорку, я люблю тебе — Меґґі
- 2012 — Остання година — Лайла Фолі
- 2012 — Suits — Зоі Лоуфорд